# Barnim II
Barnim II (ur. przed 1275, zm. 28 maja 1295) – syn Barnima I i Matyldy askańskiej (trzeciej żony księcia), córki Ottona III, margrabiego brandenburskiego i Bożeny (Beatrix).

## Życiorys
W chwili śmierci ojca Barnim II był jeszcze małoletni. Powołany w 1280 nad nim i jego bratem Ottonem I „konsensus” miał regulować czynności prawne. Jednak wszystko przemawiało za tym, że książę, wespół z młodszym bratem pomagał w kierowaniu księstwem najstarszemu z rodzeństwa – przyrodniemu bratu Bogusławowi IV. Przy czynnościach prawnych występuje od 18 stycznia 1280.
Samodzielne rządy objął w kwietniu 1294. Za faktem tym przemawiają wystawione (przez niego i młodszego Ottona I) dokumenty, potwierdzające nadania dla miast – Szczecina, Anklam (Tąglimia), Pyrzyc, Gryfina oraz klasztorów w Kołbaczu, Szczecinie i Pyrzycach.
Zmarł przedwcześnie, według XVI-wiecznej tradycji zamordowany koło Hintersee na północ od miejscowości Stolec przez rycerza Widantę z Mokrawicy nad Zalewem Szczecińskim (Vidante von Muckervitz z Vogelsang), za próbę uwiedzenia jego żony. Ten mało prawdopodobny pogląd, zawarty w dziełach J. Bugenhagena i T. Kantzowa nie znalazł potwierdzenia, bo Widanta figurował przy czynnościach prawnych w 1295 i dalszych latach w dokumentach Bogusława IV. Gdyby był uczestnikiem wspomnianego mordu, zapewne poniósłby za ten czyn stosowną karę.

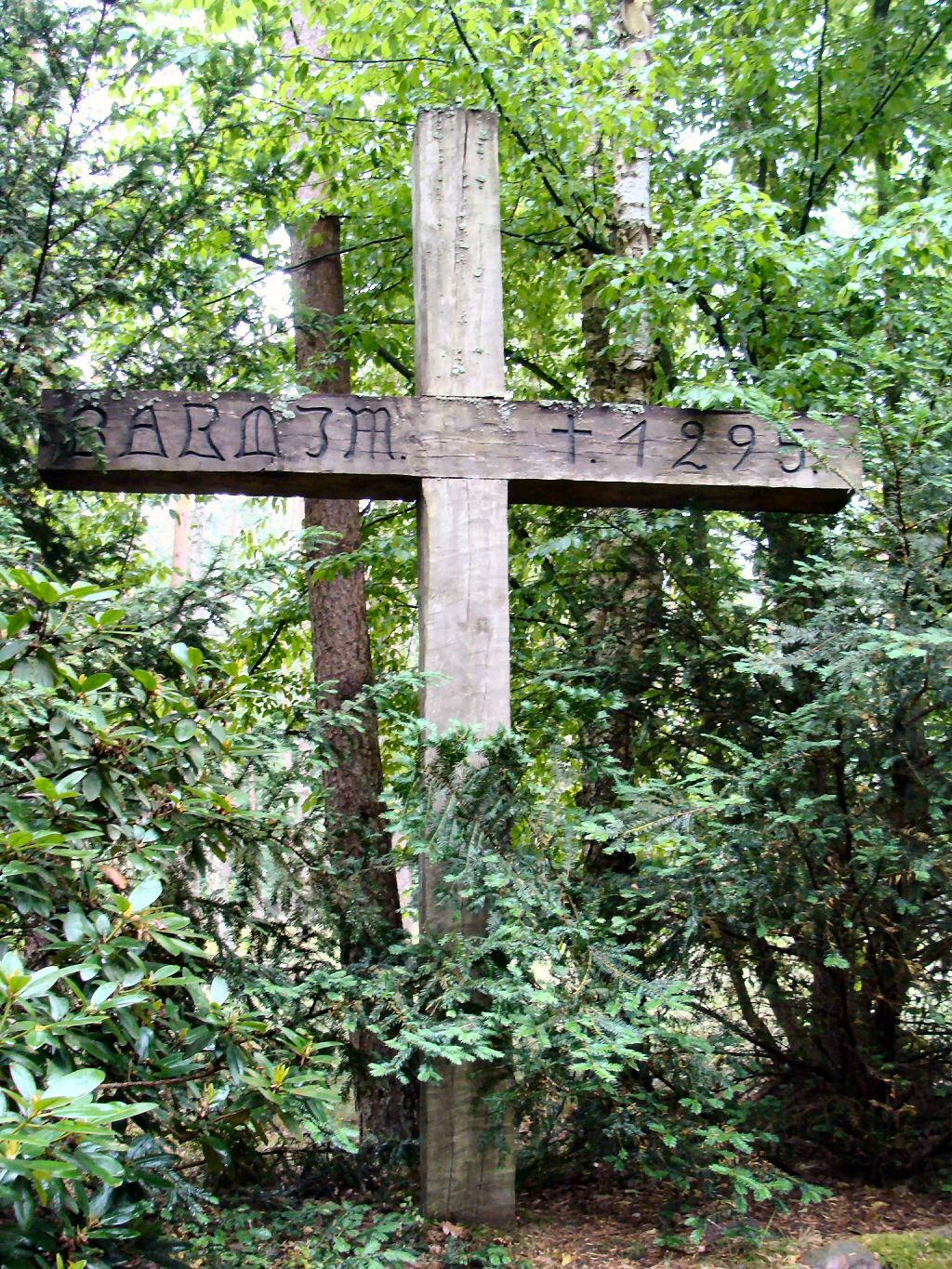
Tzw. Krzyż Barnima (Barnimskreuz) pomiędzy Hintersee a Dobieszczynem, wyznaczający domniemane miejsce śmierci księcia

Bezżenna śmierć księcia przyśpieszyła podział księstwa pomorskiego, dokonanego w następnym miesiącu przez jego braci – Bogusława IV i Ottona I, który nastąpił pomiędzy 27 czerwca a 12 lipca 1295. Pochowany został w kościele NMP w Szczecinie.

### Genealogia
| Bogusław II ur. w okr. 1178–1184 zm. 23 lub 24 I 1220 lub 1221 | Bogusław II ur. w okr. 1178–1184 zm. 23 lub 24 I 1220 lub 1221 |                                                        |                                                        | Mirosława ur. w okr. 1190–1195 zm. p. przed 2 II 1237 | Mirosława ur. w okr. 1190–1195 zm. p. przed 2 II 1237 |  |  | Otton III ur. 1215 zm. 9 X 1267 | Otton III ur. 1215 zm. 9 X 1267 |                                        |                                        | Bożena (Beatrix) ur. przed 1230 zm. 27 V 1290 | Bożena (Beatrix) ur. przed 1230 zm. 27 V 1290 |
|                                                                |                                                                |                                                        |                                                        |                                                       |                                                       |  |  |                                 |                                 |                                        |                                        |                                               |                                               |
|                                                                |                                                                |                                                        |                                                        |                                                       |                                                       |  |  |                                 |                                 |                                        |                                        |                                               |                                               |
|                                                                |                                                                | Barnim I Dobry ur. zap. ok. 1210 zm. 13 lub 14 XI 1278 | Barnim I Dobry ur. zap. ok. 1210 zm. 13 lub 14 XI 1278 |                                                       |                                                       |  |  |                                 |                                 | Matylda askańska ur. ? zm. 20 XII 1316 | Matylda askańska ur. ? zm. 20 XII 1316 |                                               |                                               |
|                                                                |                                                                |                                                        |                                                        |                                                       |                                                       |  |  |                                 |                                 |                                        |                                        |                                               |                                               |
|                                                                |                                                                |                                                        |                                                        |                                                       |                                                       |  |  |                                 |                                 |                                        |                                        |                                               |                                               |
|                                                                |                                                                |                                                        |                                                        |                                                       |                                                       |  |  |                                 |                                 |                                        |                                        |                                               |                                               |

|  |  |  |  | Barnim II (ur. przed 1275, zm. 28 V 1295) |

### Opracowania
- Edward Rymar, Rodowód książąt pomorskich, Szczecin: Książnica Pomorska im. Stanisława Staszica, 2005, ISBN 83-87879-50-9, OCLC 69296056. Brak numerów stron w książce
- Sommer P., Třeštík D., Žemlička J. (pod red.),Přemyslovci. Budování českého státu,  Praha 2009, ISBN 978-80-7106-352-0.
- Szymański J.W., Książęcy ród Gryfitów, Goleniów – Kielce 2006, ISBN 83-7273-224-8.

### Literatura dodatkowa (opracowania)
- Wybranowski D., Udział rycerstwa w konflikcie Bogusława IV z juniorami, w latach 1294 – 1295, nr 3, PZP, 2000.

### Literatura dodatkowa (online)
- Madsen U., Barnim II. Herzog von Pommern-Stettin (niem.), [dostęp 2012-02-18].